# Národní parky v Německu

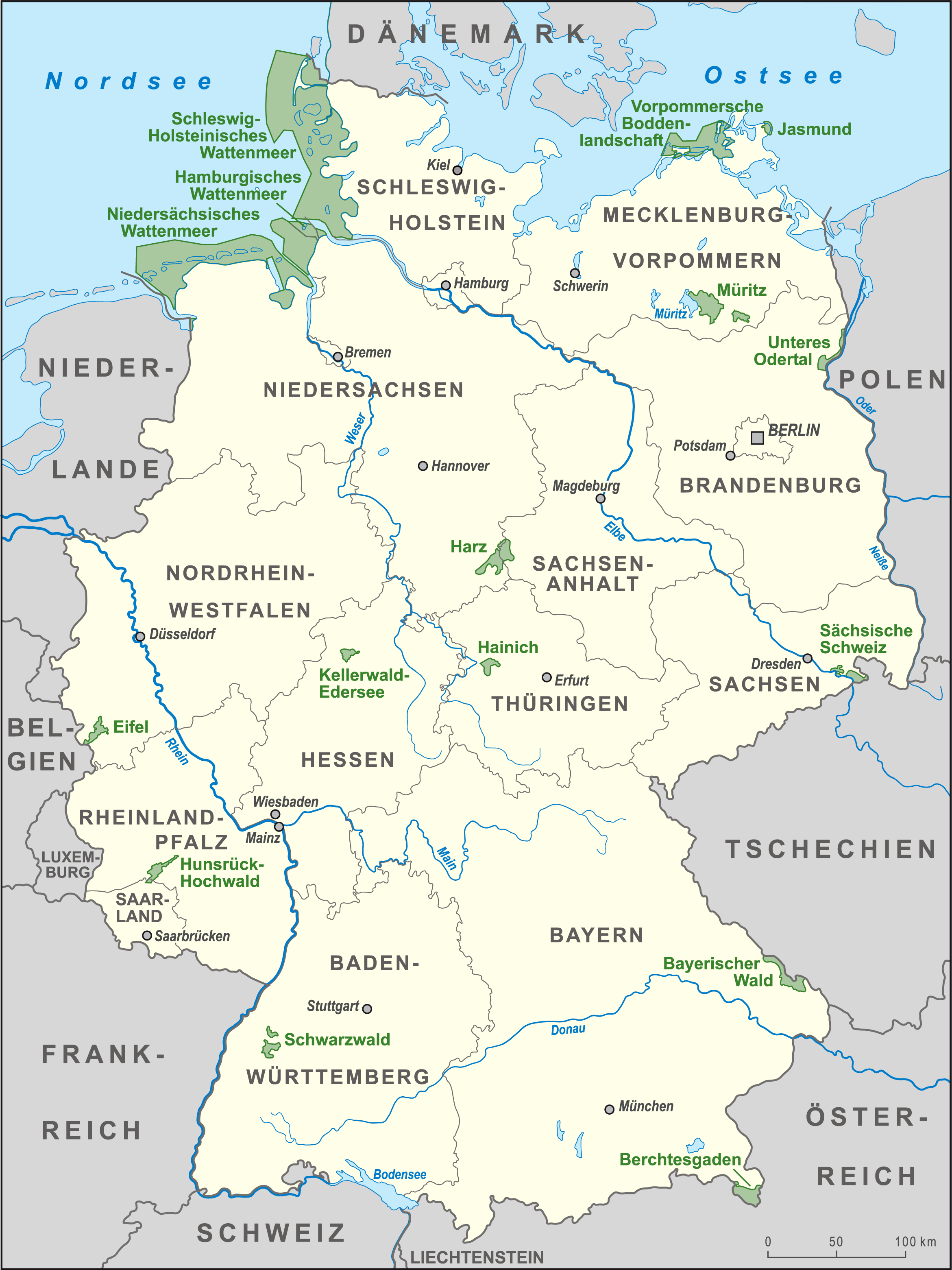
Mapa zobrazující území národních parků v Německu

V Německu se nachází celkem 16 národních parků (stav v roce 2015). Národní park Elbtalaue o rozloze 10 900 hektarů, zřízený v roce 1998, byl zrušen po necelém roce existence. Národní park Harz vznikl v roce 2006 sloučením sasko-anhaltského národního parku Hochharz (založen 1990) a dolnosaského národního parku Harz (1994). Nejmladší národní park Národní park Hunsrück-Hochwald vznikl k 1. březnu 2015.
- Národní park Bavorský les (Nationalpark Bayerischer Wald) (1970, 13 042 ha)
- Národní park Berchtesgaden (1978, 21 000 ha)
- Národní park Černý les (Nationalpark Schwarzwald)(2014, 10 062 ha)
- Národní park Eifel (2004, 11 000 ha)
- Národní park Hainich (1997, 7 600 ha)
- Národní park Hamburské wattové moře (Hamburgisches Wattenmeer) (1990, 13 750 ha)
- Národní park Harz (2006, 24 759 ha)
- Národní park Jasmund (1990, 3 000 ha)
- Národní park Kellerwald-Edersee (2004, 5 724 ha)
- Národní park Müritz (1990, 32 000 ha)
- Národní park Dolnosaské wattové moře (Niedersächsisches Wattenmeer) (1986, 240 000 ha)
- Národní park Údolí dolní Odry (Unteres Odertal) (1990, 32 884 ha)
- Národní park Saské Švýcarsko (Nationalpark Sächsische Schweiz) (1990, 9 292 ha)
- Národní park Šlesvicko-holštýnské wattové moře (Schleswig-Holsteinisches Wattenmeer) (1985, 441 000 ha)
- Národní park Lagunová oblast Přední Pomořany (Vorpommersche Boddenlandschaft) (1990, 80 500 ha)
- Národní park Hunsrück-Hochwald (2015, 10 000 ha)